# Nashville Stars
Los Nashville Stars (Estrellas de Nashville) fueron un equipo de baloncesto estadounidense con sede en Nashville, Tennessee, que compitieron una temporada en la World Basketball League. Previamente jugaron otras tres con la denominación de Las Vegas Silver Streaks, teniendo la sede en Las Vegas, Nevada. Disputaban sus partidos como local en el Nashville Municipal Auditorium, pabellón con capacidad para 8.000 espectadores.

## Historia
El equipo se creó en Las Vegas, en 1988, con la denominación de Las Vegas Silver Streaks, y disputaban sus partidos como locales en el Thomas & Mack Center. En su primera temporada en la WBL lograron ganar el campeonato, tras derrotar a los Chicago Express en la final por 102-95. Durante los dos primeros años el equipo fue propiedad de la liga, pero en 1990 se vendió un 40% de las acciones a inversores locales, movimiento que no logró salvar al equipo en la ciudad, siendo transferido al año siguiente a Nashville, donde se convertirían en los Nashville Stars.
En su nueva ubicuación, contaron con jugadores como Jamie Waller, que había liderado la liga en anotación en sus tres primeras temporadas, o como Daren Queenan, uno de los únicos siete jugadores de la División I de la NCAA en conseguir más de 2.700 puntos y más de 1.000 rebotes, siendo los otros seis Elvin Hayes, Oscar Robertson, Larry Bird, Danny Manning, Hank Gathers y Lionel Simmons. A pesar de ello, acabaron la temporada con 23 victorias y 28 derrotas, con Waller nuevamente como máximo anotador, quedando fuera de los playoffs. Pero la baja asistencia de público a los partidos hizo que el equipo desapareciese esa temporada.

## Temporadas
| Temporada | Liga | Denominación             | G  | P  | %    | Puesto | Play-off    |
| --------- | ---- | ------------------------ | -- | -- | ---- | ------ | ----------- |
| 1988      | WBL  | Las Vegas Silver Streaks | 32 | 22 | 59,3 | 2.º    | Campeones   |
| 1989      | WBL  | Las Vegas Silver Streaks | 26 | 18 | 59,1 | 4.º    | Semifinales |
| 1990      | WBL  | Las Vegas Silver Streaks | 32 | 14 | 69,6 | 2.º    | Semifinales |
| 1991      | WBL  | Nashville Stars          | 23 | 28 | 45,1 | 4.º    | -           |

## Jugadores destacados
- Scooter Barry
- James Blackwell
- Cedric Hunter
- Anthony Jones
- John McCullough
- Mark Wade
- Daren Queenan
- Jamie Waller